# 綠青鱈
綠青鱈為輻鰭魚綱鱈形目鱈科的其中一種，分布於東大西洋區，從巴倫支海至比斯開灣；格陵蘭西南部至美國北卡羅萊州海域，棲息深度37-364公尺，本魚背鰭3個，臀鰭2個，下巴觸鬚小，側線連續，體背部棕綠色，腹部及側線白色，體長可達130公分，棲息在沿海，喜群游，具迴游特性，屬肉食性，以甲殼類、頭足類及小魚等為食，為高經濟價值的食用魚，適合各種烹飪方式食用。